# Fanta Traoré
Fanta Traoré (4 de mayo de 2001) es una deportista maliense que compite en taekwondo. Ganó una medalla de bronce en los Juegos Panafricanos de 2023, en la categoría de –67 kg.

## Palmarés internacional
| Juegos Panafricanos | Juegos Panafricanos | Juegos Panafricanos | Juegos Panafricanos |
| Año                 | Lugar               | Medalla             | Categoría           |
| ------------------- | ------------------- | ------------------- | ------------------- |
| 2023                | Acra (Ghana)        | Medalla de bronce   | –67 kg              |